# 石巻本町
石巻本町（いしまきほんまち）は、愛知県豊橋市の地名。

## 地理
豊橋市北東部に位置する。東は嵩山町、西は下条東町・豊川市、南は石巻町・森岡町、北は石巻小野田町・石巻平野町に接する。

### 学区
- 公立高等学校 - 三河学区
- 公立中学校 - 豊橋市立石巻中学校[WEB 5]
- 公立小学校 - 豊橋市立玉川小学校[WEB 5]

### 字一覧
| - 新屋（あらや） - 池田（いけだ） - 石神（いしがみ） - 石畑（いしばた） - 伊豆彦下（いずひこした） - 板取（いたどり） - 井田（いだ） - 市ノ坪（いちのつぼ） - 市場（いちば） - 今宮（いまみや） - 井除（いよけ） - 入田（いりだ） - 入野（いりの） - 井流（いりゅう） - 上之屋敷（うえのやしき） - 大清水（おおしみず） - 大地（おおじ） - 太田（おおた） - 太田前（おおたまえ） - 大坪（おおつぼ） - 大渡（おおわたり） - 折目（おりめ） - 金熊（かなくま） - 鐘ケ渕（かねがふち） - 鎌田（かまだ） - 上金筒（かみかなどう） - 上黒田（かみくろだ） - 上菜洗（かみなあらい） - 上ミ畑（かみはた） - 萱野（かやの） - 川長（かわおさ） - 欠ノ上（がけのうえ） - 北市場（きたいちば） - 北入田（きたいりだ） - 北海津（きたかいづ） - 北久古（きたくご） - 北野中（きたのなか） - 北松下（きたまつした） - 北山（きたやま） - 木戸口（きどぐち） - 口明塚（くつあけづか） - 桑原（くわばら） - 広福（こうふく） - 越川（こしかわ） - 小深田（こふかだ） - 紺屋谷（こんやだに） - 御所（ごしょ） - 嵯峨（さが） - 鷺巣（さぎす） - 重行（しげぎょう） - 清水（しみず） - 下黒田（しもくろだ） - 下菜洗（しもなあらい） - 正円畑（しょうえんばた） - 庄司下（しょうじした） - 白拍子（しらびょうし） - 城之内（しろのうち） - 新田前（しんでんまえ） - 新田屋敷（しんでんやしき） - 十一面（じゅういちめん） - 杉ケ本（すぎがもと） - 杉ノ本（すぎのもと） - 須原（すはら） - 瀬戸（せと） - 曽根（そね） - 太当（たいとう） - 高嶋（たかしま） - 立石（たていし） - 太夫橋（たゆうばし） - 大道（だいどう） - 茶臼（ちゃうす） - 茶ノ木（ちゃのき） - 茶屋（ちゃや） | - ツクヱ（つくえ） - 辻川（つじがわ） - 堤下（つつみした） - 寺前（てらまえ） - 天神下（てんじんした） - 出口（でぐち） - 藤代（とうしろ） - 菜洗（なあらい） - 中尾（なかお） - 中岡（なかおか） - 中カ田（なかた） - 中田（なかだ） - 中野口（なかのぐち） - 中ノ島（なかのしま） - 仲狭間（なかはざま） - 中屋敷（なかやしき） - 投野（なげの） - 七ツ塚（ななつづか） - 生筒（なまどう） - 西浦（にしうら） - 西家門（にしかもん） - 西木ノ根（にしきのね） - 西下地（にししもじ） - 西砂原（にしすなはら） - 西田（にしだ） - 西野（にしの） - 西屋敷（にしやしき） - 野添（のぞえ） - 野中（のなか） - 信池（のぶいけ） - 狭間（はざま） - 狭間田（はざまだ） - 橋上（はしうえ） - 初坂（はつざか） - 半ノ木（はんのき） - 稗田（ひえだ） - 東家門（ひがしかもん） - 東木ノ根（ひがしきのね） - 東下地（ひがししもじ） - 東野（ひがしの） - 東屋敷（ひがしやしき） - 櫃割（ひつわり） - 日名倉（ひなぐら） - 檜山（ひのきやま） - 蛭田（ひるた） - 広谷（ひろや） - 枇杷（びわ） - 藤葉（ふじは） - 不破（ふわ） - 別所（べっしょ） - 星苅（ほしがり） - 細田（ほそだ） - 細々（ほそぼそ） - 堀合（ほりあい） - 本郷（ほんごう） - 日南坂（ぼとうざか） - 的場（まとば） - 南田（みなみだ） - 南野中（みなみのなか） - 南山（みなみやま） - 三ノ輪（みのわ） - 宮下（みやした） - 宮東（みやひがし） - 宮前（みやまえ） - 向イ（むかい） - 向欠下（むかいかけした） - 向野（むかいの） - 元屋敷（もとやしき） - 森屋敷（もりやしき） - 谷口（やぐち） - 山崎（やまざき） - 山下（やました） - 横川（よこかわ） - 若宮（わかみや） |

## 歴史

### 人口の変遷
国勢調査による人口および世帯数の推移。
| 1995年（平成7年）  | 929世帯 3426人  |  |
| 2000年（平成12年） | 983世帯 3520人  |  |
| 2005年（平成17年） | 1048世帯 3540人 |  |
| 2010年（平成22年） | 1101世帯 3406人 |  |
| 2015年（平成27年） | 1093世帯 3359人 |  |

### 沿革
- 1955年（昭和30年） - 石巻村玉川・馬越により、豊橋市石巻本町が成立[1]。
- 1974年（昭和49年） - 一部が森岡町に編入される[1]。
- 1978年（昭和53年） - 一部が牛川通・忠興・東森岡にそれぞれ編入される[1]。

## 交通
- 愛知県道東三河環状線[2]

## 施設
- 豊橋市立石巻中学校[2]
- 北部学校給食共同調理場[2]
- 青年の家[2]
- 石巻郵便局[2]
- 石巻地区市民館[2]
- 豊橋市立玉川小学校[2]
- 萬龍山慈雲寺（臨済宗妙心寺派）[2]
- 紫雲山長谷寺（臨済宗妙心寺派）[2]
- 正八幡社[2]
- 龍尾山長楽寺（臨済宗妙心寺派）[2]
- 中尾山廣福禅寺（臨済宗妙心寺派）[2]
- 篦矢神社[2]
- 威徳山春興院（曹洞宗）[2]
- 椙本八幡社[2]
- 明光山宝蓮寺（法蓮寺）（臨済宗妙心寺派）[2]
- 素戔嗚神社[2]
- 権現山古墳（第1号古墳・第2号古墳）[2]

### WEB
1. ↑  “愛知県豊橋市の町丁・字一覧”.   人口統計ラボ. 2023年4月13日閲覧。
2. ↑  総務省統計局 (2017年1月27日). “平成27年国勢調査の調査結果(e-Stat) - 男女別人口及び世帯数 －町丁・字等” (CSV). 2021年7月21日閲覧。
3. ↑  “愛知県豊橋市の郵便番号一覧”.   日本郵便. 2023年4月13日閲覧。
4. ↑  “市外局番の一覧” (PDF).   総務省 (2022年3月1日). 2022年3月22日閲覧。
5. 1 2  豊橋市教育委員会学校教育課学事グループ (2021年3月1日). “豊橋市小・中学校通学区域早見表” (PDF).   豊橋市. 2024年11月15日閲覧。
6. 1 2 3 4 5 6 7 8 9 10 11 12 13 14 15 16 17 18 19 20 21 22 23 24 25 26 27 28 29 30 31 32 33 34 35 36 37 38 39 40 41 42 43 44 45 46 47 48 49 50 51 52 53 54 55 56 57 58 59 60 61 62 63 64 65 66 67 68 69 70 71 72 73 74 75 76 77 78 79 80 81 82 83 84 85 86 87 88 89 90 91 92 93 94 95 96 97 98 99 100 101 102 103 104 105 106 107 108 109 110 111 112 113 114 115 116 117 118 119 120 121 122 123 124 125 126 127 128 129 130 131 132 133 134 135 136 137 138 139 140 141 142 143 144 145 146 147  “愛知県豊橋市 住所一覧から地図を検索”.   ONE COMPATH. 2023年8月17日閲覧。
7. ↑  総務省統計局 (2014年3月28日). “平成7年国勢調査の調査結果(e-Stat) - 男女別人口及び世帯数 －町丁・字等” (CSV). 2021年7月20日閲覧。
8. ↑  総務省統計局 (2014年5月30日). “平成12年国勢調査の調査結果(e-Stat) - 男女別人口及び世帯数 －町丁・字等” (CSV). 2021年7月20日閲覧。
9. ↑  総務省統計局 (2014年6月27日). “平成17年国勢調査の調査結果(e-Stat) - 男女別人口及び世帯数 －町丁・字等” (CSV). 2021年7月21日閲覧。
10. ↑  総務省統計局 (2012年1月20日). “平成22年国勢調査の調査結果(e-Stat) - 男女別人口及び世帯数 －町丁・字等” (CSV). 2021年7月21日閲覧。
11. ↑  総務省統計局 (2017年1月27日). “平成27年国勢調査の調査結果(e-Stat) - 男女別人口及び世帯数 －町丁・字等” (CSV). 2021年7月21日閲覧。

### 書籍
1. 1 2 3 4  「角川日本地名大辞典」編纂委員会 1989, p. 146.
2. 1 2 3 4 5 6 7 8 9 10 11 12 13 14 15 16 17 18 19 20  「角川日本地名大辞典」編纂委員会 1989, p. 1783.